# Renaud de Vichiers

Großmeisterwappen Renauds de Vichiers

Renaud de Vichiers († 20. Januar 1256) war von Juli 1250 bis zu seinem Tod der neunzehnte Großmeister des Templerordens.
Er war ein französischer Adliger aus Vichy in der Provence. Er trat dem Templerorden bei und diente ihm zunächst als Präzeptor in Akkon, Ordensmeister in Frankreich und schließlich als Großmarschall.
Im letztgenannten Amt nahm er mit Großmeister Guillaume de Sonnac am Sechsten Kreuzzug unter König Ludwig IX. von Frankreich nach Ägypten teil. Nachdem der Großmeister bei den Kämpfen vor al-Mansura am 11. Februar 1250 gefallen war, übernahm Renaud als ranghöchster Templer die provisorische Führung des Ordens. Im Mai 1250 verweigerte der Templerkomtur d'Otricourt dem Sire Jean de Joinville die Herausgabe des mitgeführten Ordensvermögens, das als Lösegeld für den in die Gefangenschaft der Mamluken geratenen König dienen sollte. Er begründete dies mit dem Argument, dass das auf einer Galeere in Damiette befindliche Geld nicht dem Orden gehöre, sondern ihm nur von einem Klienten anvertraut worden sei. Renaud allerdings erklärte sich dazu bereit, sich dem Sire nicht in den Weg zu stellen, wenn dieser das Vermögen mit Gewalt beschlagnahmen wolle. Dieser müsse nur mit der Axt schwingen und er werde ihm die Schlüssel zur Galeere herausgeben, wie es letztlich auch geschah.
Nach seiner Freilassung begab sich Ludwig IX. nach Akkon, um dort die Regierung des Königreichs Jerusalem zu übernehmen. Jean de Joinville zufolge setzte sich der König dort im Juli 1250 für die Wahl Renaud de Vichiers zum neuen Templer-Großmeister ein. Während der Anwesenheit König Ludwigs IX. im Heiligen Land scheint der Orden unter Renaud stark unter dem Einfluss des Königs gestanden zu haben. Im Jahr 1251 musste sich der Ordensmarschall Hugues de Jouy in Cäsarea vor dem König verantworten, nachdem er im Auftrag Renauds und ohne das Wissen des Königs ein Handelsabkommen mit dem Ayyubiden-Sultan von Damaskus, an-Nasir Yusuf, abgeschlossen hatte. Das Abkommen war politisch brisant, weil die Ayyubiden von Damaskus mit den Mamluken in Ägypten verfeindet waren und Ludwig IX. es vermeiden wollte, die Mamluken unnötig zu provozieren. Renaud musste den Marschall daraufhin aus dem Königreich verbannen.